# 薩爾弗斯普林斯 (阿肯色州蒙哥馬利縣)
薩爾弗斯普林斯（英語：Sulphur Springs）是位於美國阿肯色州蒙哥馬利縣的一個非建制地區。該地的面積和人口皆未知。

## 地理
薩爾弗斯普林斯的座標為34°29′45″N 93°53′01″W / 34.49583°N 93.88361°W，而該地的平均海拔高度為293米（即961英尺）。